# Nicasio Benlloch Giner
Nicasio Benlloch Giner fue un médico nacido en el barrio de Patraix de la ciudad de Valencia en 1888 y fallecido en la misma ciudad en 1957.
Estudió Medicina en la Universidad de Valencia, concluyendo sus estudios en 1911. Se doctoró en la Universidad Central de Madrid con una tesis sobre Los accidentes grávido-cardiacos. Se especializó en urología en el Hospital Necker de París, bajo la supervisión de George Marion.
Desempeñó diversos cargos en la Universidad de Valencia (se incorporó en 1913 como profesor auxiliar) y en el Hospital Provincial de Valencia (jefe de servicio), hasta 1941.

## Obras
- La nefrectomía en la litiasis renal.
- Cateterismo urinario. En esta obra describe el cateterismo para explorar los uréteres, la vejiga urinaria y la uretra, los cateterismos evacuador y dilatador  y  el  instrumental utilizado en estos procesos.[1]
- Consideración sobre los cálculos uretrales.
- La esclerosis del cuello vesical y su tratamiento.
- Diagnóstico y tratamiento de la tuberculosis renal.
- Cateterismos y endoscopias de las vías urinarias incluido en la obra de Ramón Vila Barberá Medicina exploratoria (Clínica y laboratorio)]]. (1932-36).